# Рифовый узел (альпинизм)
Ри́фовый у́зел в альпинизме (англ. Mule knot) — сто́порный узел. Представляет собой простой узел, завязанный петлёй вокруг нагруженной части альпинистской верёвки. Узел должен быть завязан вплотную к предыдущему узлу UIAA, блоку, спусковому устройству. После завязывания, ходовой конец свободной части верёвки обязательно должен быть закреплён на коренном (нагруженной части) контрольным узлом. Применяют при спасательных работах для блокирования узла UIAA, блока, спускового устройства, полиспаста, навесной переправы.

## Способ завязывания

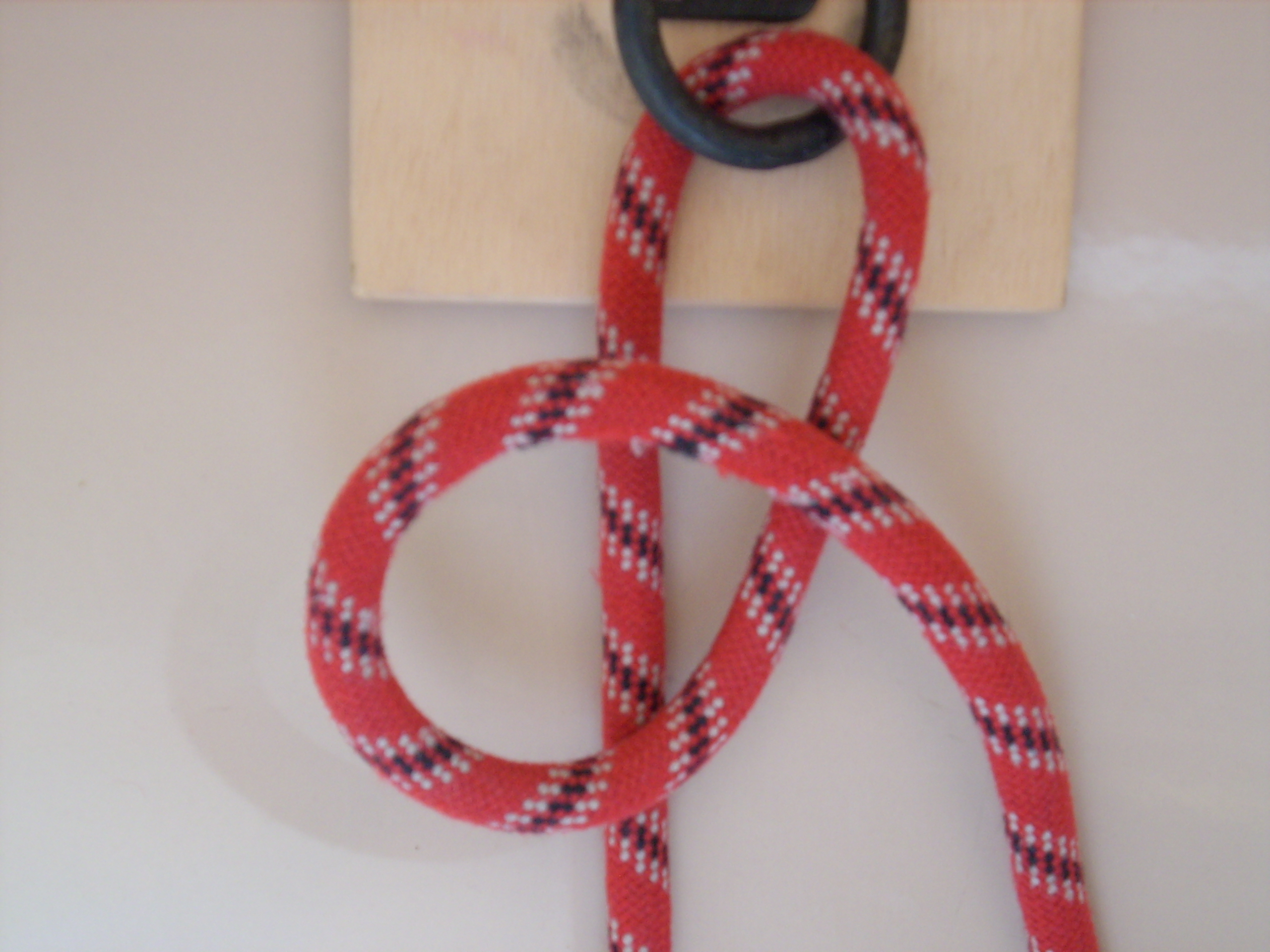
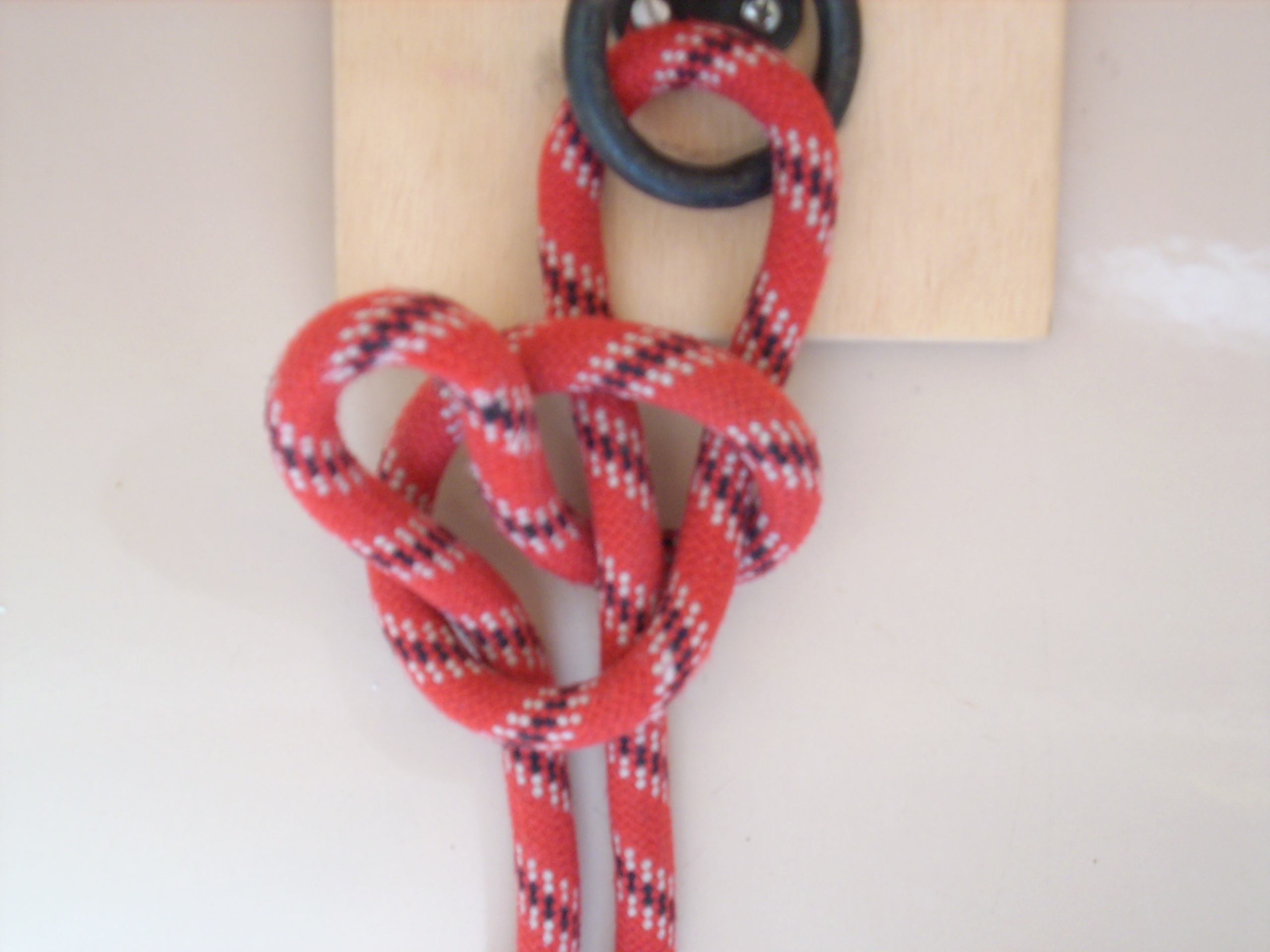
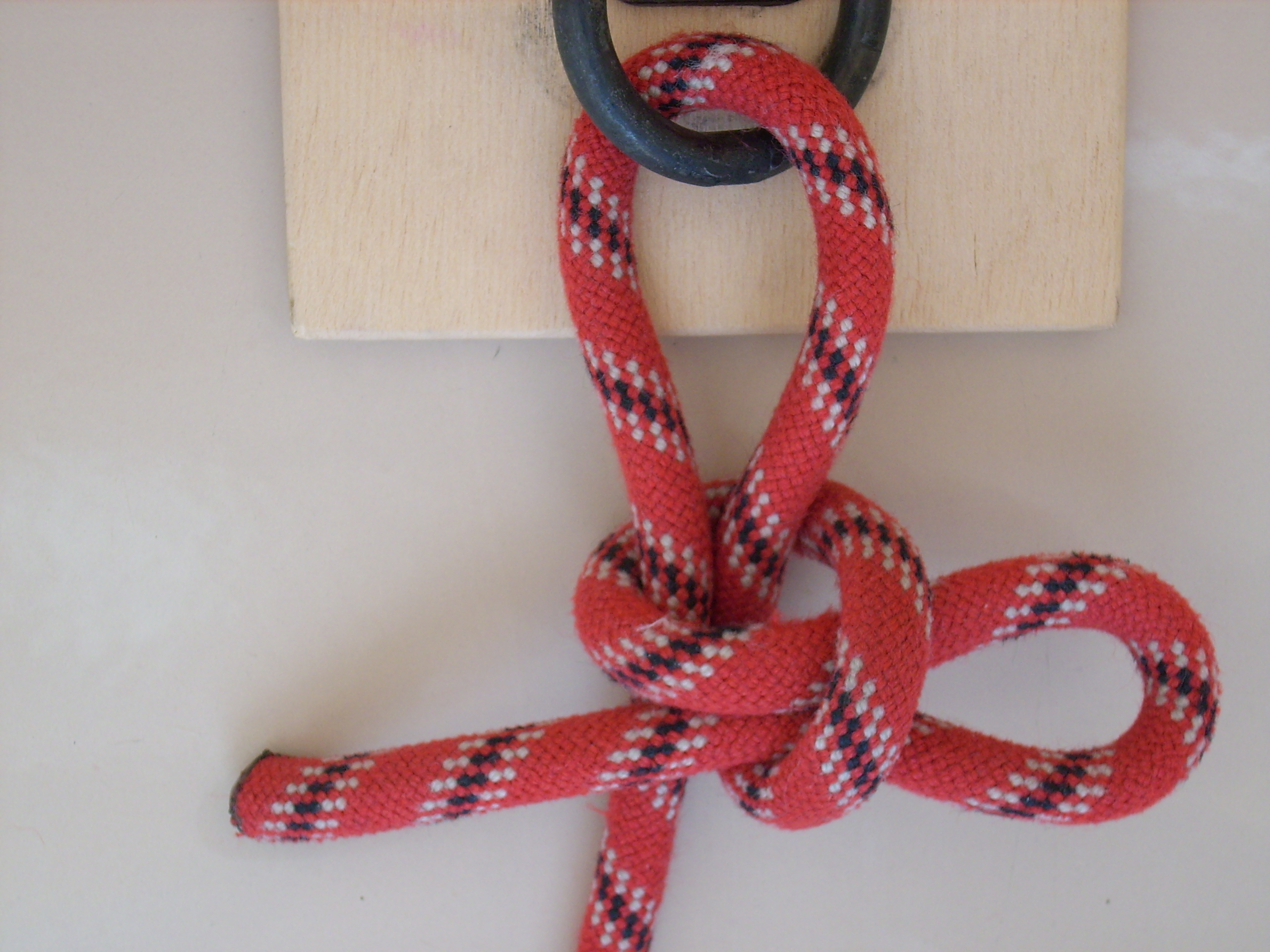

Способ завязывания стопорного (рифового) узла в альпинизме представляет собой простой узел, завязанный петлёй на середине верёвки вокруг нагруженной части верёвки (бегущий простой узел):
1. Сделать колы́шку ходовым концом верёвки.
2. Сложить вдвое ходовой конец петлёй, обнести вокруг нагруженной части верёвки и вставить в образованную ранее колышку.
3. Затянуть узел максимально возможно ближе к предыдущему узлу, блоку, спусковому устройству.

## Признаки
Плюсы
- Узел — прост
- Позволяет остановиться в любом месте верёвки
- Легко завязывать
- Легко развязывать
- Может быть развязан под нагрузкой

Минусы
- Контрольный узел — необходим

## Применение
В альпинизме
- В альпинизме узел применяют при спасательных работах для остановки верёвки
- Для блокирования узла UIAA, блока, спускового устройства, полиспаста

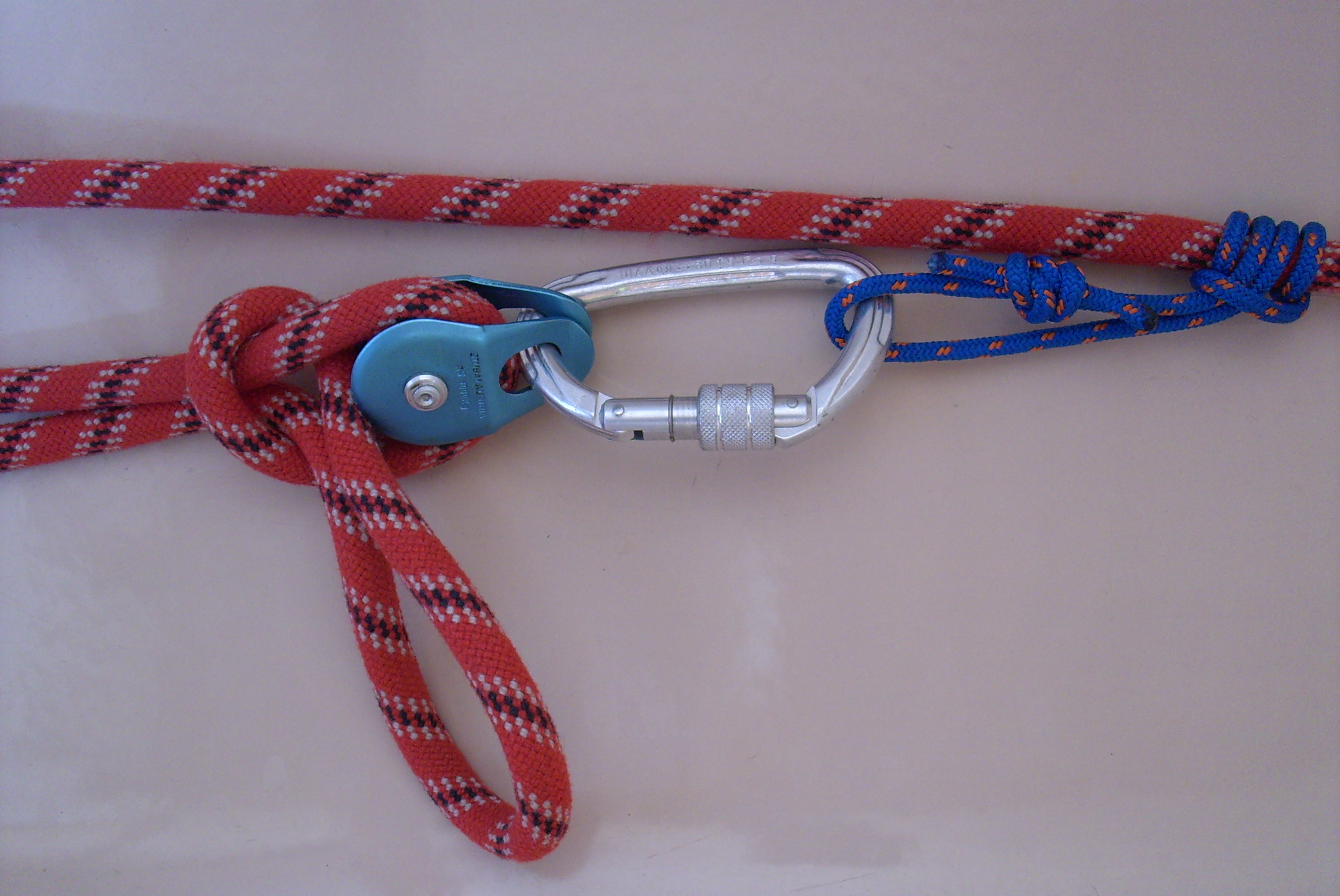
«рифовый» узел, завязанный под блоком
блокирование спускового устройства стопорным («рифовым») и контрольным узлами
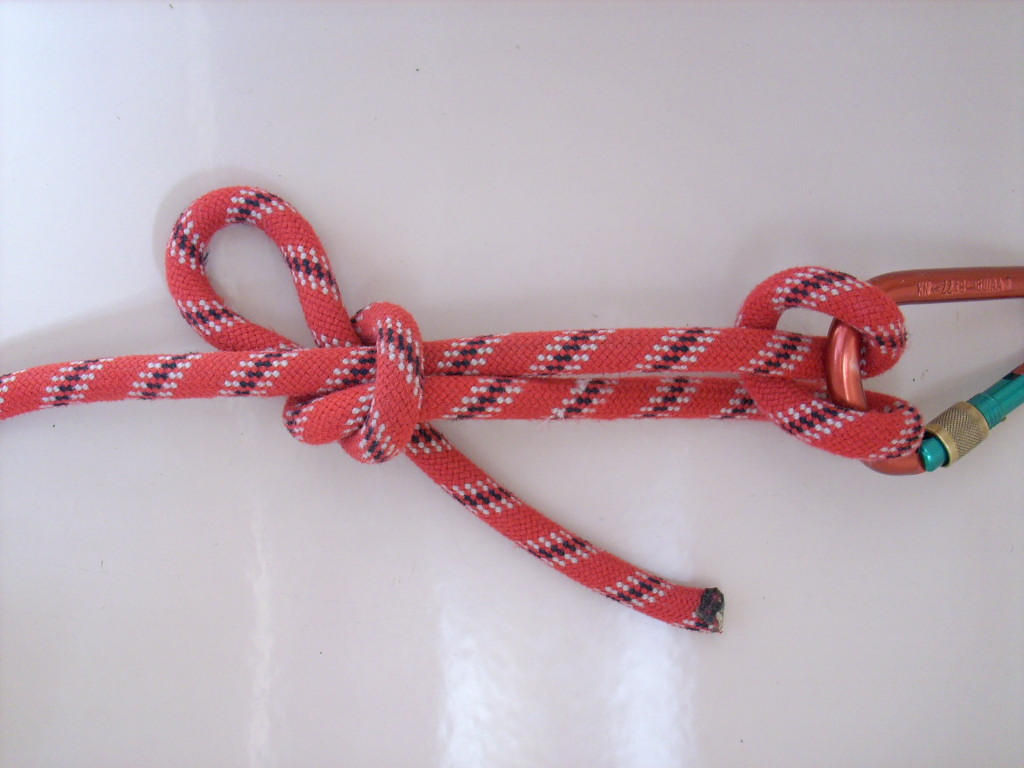
«рифовый» узел в альпинизме в качестве стопорного после узла «UIAA» до затягивания
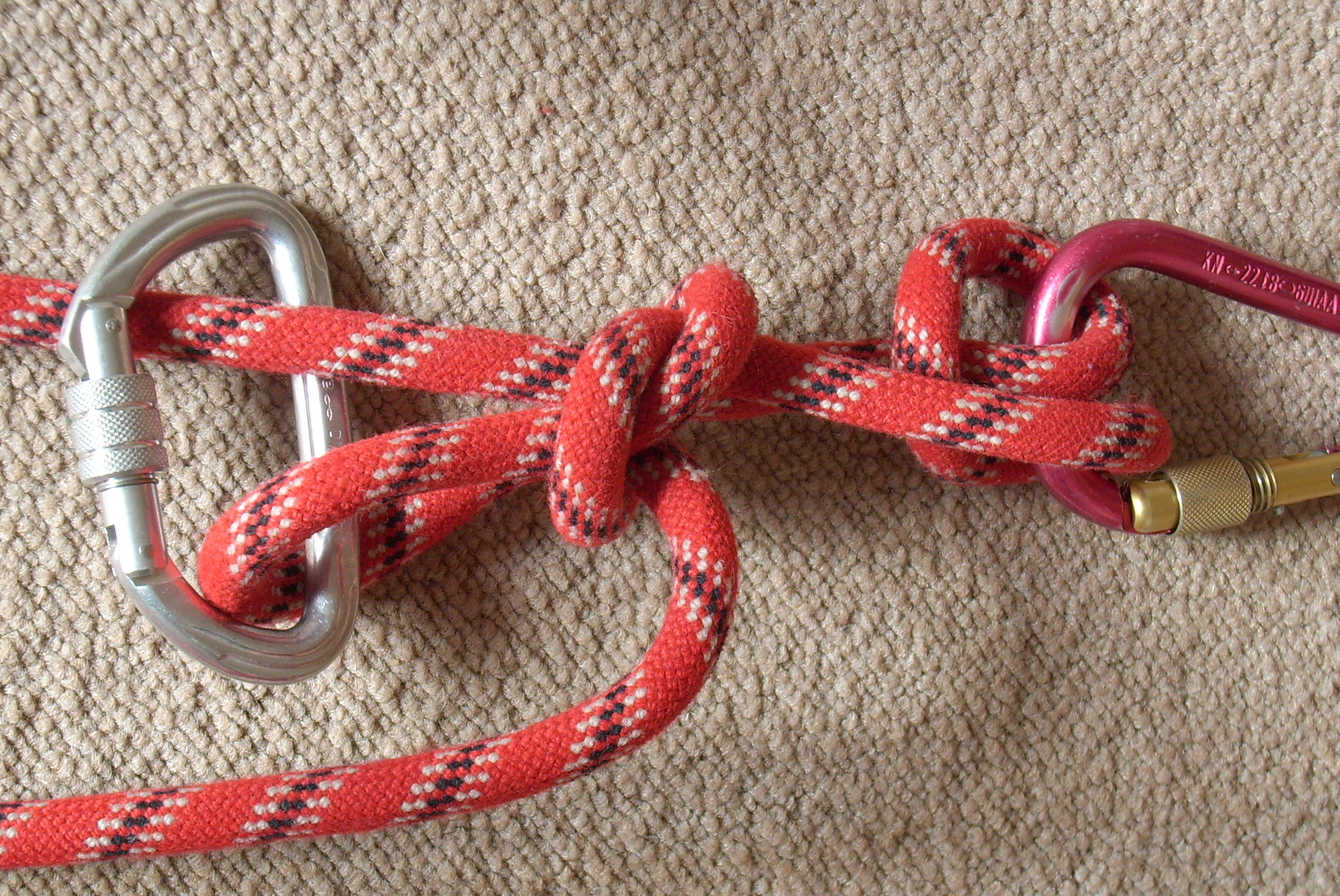
один из вариантов страховки узлов «UIAA» и «рифового» карабином